# 世界钢铁协会
世界鋼鐵協會屬於鋼鐵行業國際貿易體，而該會屬於世界上规模最大、活跃度最高的行业协会之一，会员遍布世界各主要产钢国。該會会员覆盖钢铁生产企业、国家和地区钢铁行业协会及钢铁研究机构，会员粗钢产量占全球粗钢总产量的85%左右。
屬於一家非盈利行業組織，總部位於比利時布魯塞爾，而辦事處位於中國北京。

## 會員資格
常規會員必須為獨立經營粗鋼企業，企業必須最少要200萬噸鋼鐵產量以上。
該會則每年發出「主要鋼鐵公司產量排名」。

## 活動範圍
世界鋼鐵協會活動範圍列出：
健康和安全：
該會制訂鋼鐵行業僱員或承建商，致力零傷害工作，為達致零事故工作間。
氣候變化：
該會發展接近全球氣候變化，該會推出了有關減低二氣化碳排放量。
經濟、可持續和技術:
該會則出版《鋼鐵統計年鑒》及《世界鋼鐵計算報》以每個月刊憲。 
汽車：
世界自動鋼鐵項目持續創新和使用鋼鐵於汽車行業。

## 軼事
該會最早在1967年7月10日，於比利時布魯塞爾設立前身「國際鋼鐵學會」（International Iron and Steel Institute (IISI)）， 2006年4月，該會於中國北京設立辦事處，2008年10月，該會更名世界鋼鐵協會。

## 外部連結
- 鋼鐵，為世界添彩 （页面存档备份，存于）
- The white book of steel （页面存档备份，存于）
- 鋼鐵故事（只有英文版本） （页面存档备份，存于）
- Ultralight Steel
- worldsteel.org （页面存档备份，存于）
- worldautosteel.org （页面存档备份，存于）
- steeluniversity.org （页面存档备份，存于）